# Geoffroy III de Grandpré
Geoffroy III de Grandpré, ou Geoffroy III de Château-Porcien, né vers 1200 et mort après 1248, est seigneur de Château-Porcien. Il est le fils de Raoul de Grandpré, seigneur de Château-Porcien, et de son épouse Agnès de Bazoches.

## Biographie
À la mort de son père Raoul de Grandpré vers 1218, il lui succède en tant que seigneur de Château-Porcien. Toutefois, étant encore mineur, son château est placé sous la garde de son cousin Henri IV de Grandpré par le comte de Champagne Thibaut IV tandis que la tutelle est exercée par sa mère Agnès de Bazoches. Pendant cette période, le second mari de cette dernière, Érard II d'Aulnay, apparait parfois également avec le titre de seigneur de Château-Porcien.
Il meurt après 1248 et, en l'absence d'enfant encore en vie, sa sœur Isabelle de Grandpré lui succède dans ses terres et titres.

## Mariage et enfants
Il épouse en premières noces une dame prénommée Marguerite mais dont le nom de famille est inconnu, avec qui il a deux enfants :
- Jean de Grandpré, qui meurt avant son père ;
- Aufelize Grandpré, qui épouse Henri de Saint-Loup, probablement morte sans descendance avant son père.

Veuf, il épouse en secondes noces Félicité de Traînel, fille de Garnier IV de Traînel et d'Hélisende de Rethel, mais n'ont pas de postérité ensemble. Devenue veuve après  1248, Félicité de Traînel épouse en secondes noces Godefroi de Perwez, fils de Godefroi de Louvain et d'Alix van Grimberghe dont elle a deux enfants.